# Volkova (cràter)
Volkova és un cràter d'impacte en el planeta Venus de 47,5 km de diàmetre. Porta el nom d'Anna Volkova (1800-1876), química russa, i el seu nom va ser aprovat per la Unió Astronòmica Internacional el 1985.